# SDSS J104625.76+042441.0
SDSS J104625.76+042441.0 ist ein L6-Zwerg im Sternbild Sextant. Er wurde 2004 von Gillian R. Knapp et al. entdeckt. Er gehört der Spektralklasse L6 an.